# Gregorio Manzano
Pour les articles homonymes, voir Manzano (homonymie).
Gregorio Manzano Ballesteros, né le 11 mars 1956 à Bailén (Andalousie, Espagne), est un entraîneur espagnol de football.

## Biographie
Gregorio Manzano a commencé sa carrière d'entraîneur en 1983 dans divers clubs de Jaen. En 1990 il fut nommé à la tête du Real Jaen alors en troisième division. Il prit ensuite les rênes du club de Talavera en Segunda División B, puis de Tolède en Segunda División.
En 1999, Manzano entraîne pour la première fois une équipe de Primera división, le Real Valladolid. Il ne quittera plus la première division, passant ensuite par le Racing de Santander, le RCD Majorque avec lequel il gagne la Coupe d'Espagne en 2003, ou encore l'Atlético Madrid, le club le plus prestigieux qu'il ait entraîné.
En 2006, Gregorio Manzano entame sa deuxième étape au RCD Majorque, club qu'il quitte en juin 2010 après avoir terminé à la cinquième place du championnat.
Le 26 septembre 2010, il devient l'entraîneur de Séville FC à la suite du licenciement d'Antonio Alvarez. Manzano débute par une victoire en Ligue Europa face au Borussia Dortmund. Mais à la fin de la saison, terminée à la cinquième place en Liga, le Séville FC décide de ne pas renouveler le contrat de Manzano.
En juin 2011, Gregorio Manzano entame sa deuxième étape à l'Atlético de Madrid, il succède à Quique Sánchez Flores. Il est remplacé en décembre par Diego Simeone après un mauvais début de saison.
Gregorio Manzano est un des rares entraîneurs de première division à n'avoir jamais été joueur professionnel.
Le 5 février 2013, il entame sa troisième étape comme entraîneur du RCD Majorque à la suite de l'éviction de Joaquín Caparrós. En juin 2013, Gregorio Manzano quitte Majorque après la relégation du club en Liga Adelante.
Le 16 février 2014, Gregorio Manzano est recruté par le club chinois de Beijing Guoan. Il parvient à placer le club à la deuxième place du championnat chinois et à le qualifier pour la Ligue des champions asiatique. Grâce à ces bonnes performances, son contrat est renouvelé.
En juin 2018, après une série de mauvais résultats, Gregorio Manzano est remercié par le club chinois du Guizhou Zincheng.

## Palmarès
- Copa del Rey en 2003 avec le RCD Majorque.

## Distinction personnelle
- Prix Don Balón de meilleur entraîneur de la Liga en 2008.